# Jimmy Hollywood
Pour plus de détails, voir Fiche technique et Distribution.
Jimmy Hollywood est un film américain écrit et réalisé par Barry Levinson et sorti en 1994.

## Synopsis
Jimmy Alto est un acteur de Los Angeles qui rêve de gloire et reconnaissance. Hélas sa carrière ne décolle pas. il devient alors agent de sécurité. Rien ne l'arrête. Pour lutter contre les gangsters de son quartier, Jimmy décide d'endosser le rôle de "Jericho", leader d'un groupe de télé-surveillance, filmant ainsi les malfrats.

## Fiche technique
Sauf indication contraire, les informations mentionnées dans cette section peuvent être confirmées par la base de données cinématographiques IMDb,  présente dans la section « Liens externes ».
- Titre original et français : Jimmy Hollywood
- Réalisation et scénario : Barry Levinson
- Musique : Robbie Robertson et Howard Drossin
- Photographie : Peter Sova (en)
- Montage : Jay Rabinowitz (en)
- Production : Peter Giuliano, Mark Johnson et Barry Levinson
- Société de production : Baltimore Pictures
- Distribution : Paramount Pictures (États-Unis)
- Pays de production :  États-Unis
- Format : Couleurs - 1,85:1
- Genre : comédie
- Durée : 112 minutes
- Dates de sortie[1] : 
  - États-Unis : 30 mars 1994
  - France : 19 juin 2007 (DVD[2])

## Distribution
- Joe Pesci (VF : Michel Mella) : Jimmy Alto
- Christian Slater (VF : Patrick Borg) : William
- Victoria Abril (VF : Marie Vincent) : Lorraine de la Peña
- Jason Beghe : l'inspecteur n°1
- John Cothran : l'inspecteur n°2
- James Pickens Jr. : cuisinier
- Robert LaSardo : le braqueur au distributeur
- Arthel Neville : le speaker
- Richard Kind : le chauffeur en colère
- Chad McQueen : lui-même
- Barry Levinson : le réalisateur de Life Story
- Harrison Ford (VF : Richard Darbois) : lui-même (non crédité)